# Пфеделбах
Пфеделбах (њем. Pfedelbach) општина је у њемачкој савезној држави Баден-Виртемберг. Једно је од 16 општинских средишта округа Хоенлое. Према процјени из 2010. у општини је живјело 8.926 становника. Посједује регионалну шифру (AGS) 8126069.

## Географски и демографски подаци
Пфеделбах се налази у савезној држави Баден-Виртемберг у округу Хоенлое. Општина се налази на надморској висини од 240 метара. Површина општине износи 41,3 km². У самом мјесту је, према процјени из 2010. године, живјело 8.926 становника. Просјечна густина становништва износи 216 становника/km².